# Trina Larralde
Trina Larralde Rivas (Los Teques, Venezuela, 1909 - Santiago de Chile, Chile, 1937) fue una intelectual y escritora venezolana autora de la novela Guataro, publicada póstumamente.
Fue hija del Doctor Ángel Larralde, médico que se dedicó a combatir la tuberculosis. Trina Larralde Rivas, fue la segunda entre diez hermanos. Se mudó a Caracas, donde se afilió a la Asociación Cultural Femenina y a la Federación de Estudiantes de Venezuela (FEV). Participó, como varias mujeres importantes de su tiempo, en los sucesos del movimiento estudiantil denominado Generación del 28. En esas actividades conoció a Felipe Massiani, natural de Carúpano con quien se casó en 1933. Formó parte del grupo que escribió el “Mensaje de mujeres venezolanas al general Eleazar López Contreras”, entregado al presidente de la República, el 30 de diciembre de 1935, donde aparece la firma de Trina Massiani.
Cuando su marido, en el Servicio Exterior fue destinado a Chile, le acompañó y vivieron en Santiago de Chile. La casa de los Massiani-Larralde llegó a ser un punto de referencia en la capital chilena, punto en donde de encontraban escritores, pintores, músicos y políticos de la época.
Siguió en contacto con la FEV, en cuya revista publicaba regularmente una columna titulada “Correo del Sur”. Utilizaba en esos tiempos el seudónimo “Maruja Llanos”. Una enfermedad incurable se cebó en el organismo de Trina. Alentada por su marido, escribió el Balance espiritual de Trina Larralde, así como un cuento ambientado en el pueblo que la vio nacer, cuento que se le convirtió en novela. Así nació Guataro, (cuyo título completo es Guataro, novela venezolana) su única novela, que fue publicada por la editorial Ercilla, en Santiago de Chile, en 1938, póstumamente.